# Aleksandr Murysiew
Aleksandr Siergiejewicz Murysiew (Balew) (ros. Александр Сергеевич Мурысев (Балев), ur. 27 sierpnia?/9 września 1915 w Homlu, zm. 13 listopada 1962 w miejscowości Foros w obwodzie krymskim) – radziecki polityk, Bohater Pracy Socjalistycznej (1958).

## Życiorys
Syn bułgarskiego emigranta, komunisty, zastrzelonego na spotkaniu komunistów w Homlu w 1917. Później wraz z matką przeniósł się do Baszkirii, w latach 1927–1930 uczył się w zawodowej szkole technicznej, 1930–1934 pracował jako ślusarz. 1934-1936 był słuchaczem fakultetu robotniczego (rabfaku) przy Samarskim/Kujbyszewskim Instytucie Industrialnym, 1936–1941 studiował na Wydziale Mechanicznym Kujbyszewskiego Instytutu Industrialnego, później studiował w Instytucie Pedagogigcznym, 1941-1945 pracował jako inżynier technolog i zastępca kierownika odlewni w fabryce, gdzie był również organizatorem Komsomołu. Od 1942 członek WKP(b), od marca 1945 do lutego 1948 zastępca kierownika Wydziału Młodzieży Robotniczej Komitetu Obwodowego Komsomołu w Kujbyszewie, od lutego 1948 do marca 1949 sekretarz Biura WKP(b) Kujbyszewskiego Instytutu Industrialnego, od marca do grudnia 1949 II sekretarz Politechnicznego Komitetu Rejonowego WKP(b). Od grudnia 1949 do czerwca 1951 I sekretarz Kujbyszewskiego Wiejskiego Komitetu Rejonowego WKP(b), od maja 1951 do sierpnia 1953 I sekretarz Komitetu Miejskiego WKP(b)/KPZR w Czapajewsku, od 8 sierpnia 1953 do stycznia 1958 partyjny organizator KC KPZR na budowie Hydroelektrowni Wołżańskiej, od stycznia do września 1958 II sekretarz Komitetu Obwodowego KPZR w Kujbyszewie. Od września 1958 do grudnia 1959 przewodniczący Komitetu Wykonawczego Kujbyszewskiej Rady Obwodowej, od 20 października 1959 do końca życia I sekretarz Komitetu Obwodowego KPZR w Kujbyszewie, od 31 października 1961 do śmierci członek KC KPZR, od marca 1962 deputowany do Rady Najwyższej ZSRR 6 kadencji.
W mieście Togliatti na jego cześć jedną z ulic nazwano jego nazwiskiem.

## Odznaczenia
- Medal Sierp i Młot Bohatera Pracy Socjalistycznej (9 sierpnia 1958)
- Order Lenina (9 sierpnia 1958)
- Order Czerwonego Sztandaru Pracy (29 lipca 1960)
- Medal „Za pracowniczą dzielność” (25 grudnia 1959)

I medale.